# 汤米·萨穆埃尔松
汤米·萨穆埃尔松（瑞典語：Tommy Samuelsson，1960年1月12日—），瑞典男子冰球运动员，1976年开始职业生涯。他曾代表瑞典参加1980年和1988年冬季奥林匹克运动会冰球比赛，获得二枚铜牌。